# Makaron po-fłotski

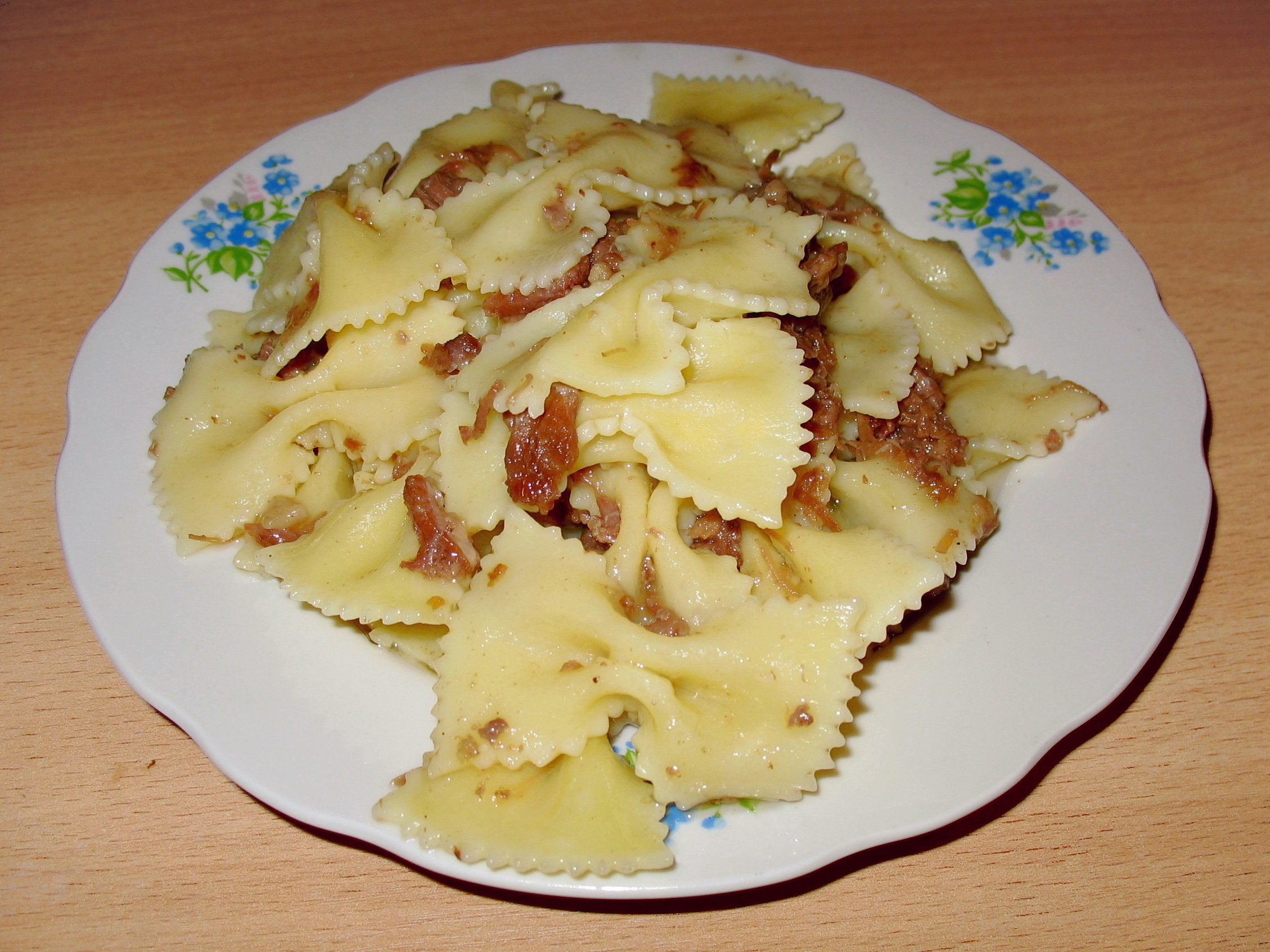
Makaron po-fłotski

Makaron po-fłotski lub makaron po marynarsku (ros. Макаро́ны по-фло́тски) – makaron z mielonym mięsem. 
Tradycyjna potrawa kuchni rosyjskiej z okresu radzieckiego, serwowana jako gorące drugie danie. Potrawa trafiła do kuchni cywilnej z kuchni żołnierskiej (marynarskiej), gdzie była przyrządzana na okrętach wojennych i w kuchniach polowych podczas wielkiej wojny ojczyźnianej. Makaron po-fłotski to ugotowany gruby makaron, wymieszany z usmażonym mielonym mięsem (w mniej więcej równych proporcjach) i usmażoną cebulą pokrojoną w kostkę, doprawiony do smaku solą i pieprzem. 

## Historia potrawy
Historyczne pochodzenie potrawy i jej nazwy nie zostało dokładnie wyjaśnione. Podczas drugiej wojny światowej makaron po-fłotski był serwowany marynarzom na okrętach Floty Bałtyckiej Marynarki Wojennej i Floty Czarnomorskiej Związku Radzieckiego po udanych bitwach lub zakończonych sukcesem zadaniach bojowych. 
W spisie potraw książki kucharskiej z 1952, opracowanej przez pracowników Ministerstwa Rolnictwa i Żywności oraz Anastasa Mikojana, pt. Książka o smacznym i zdrowym jedzeniu, makaron po-fłotski nie został jeszcze wymieniony. W książce tej natomiast był przepis na makaronnik (ros. макаронник) i łapszewnik (ros. лапшевник) z mięsem – potrawy zbliżone do makaronu po-fłotski, ale bardziej pracochłonne. Przepis na makaron po-fłotski znalazł się dopiero w książce Kulinaria (ros. Кулинария), wydanej w 1955 roku, w rozdziale o potrawach z makaronem. 
Prostota, szybkość wykonania, niewygórowana cena, dobra wartość odżywcza i możliwość przechowywania składników wchodzących w skład potrawy, sprawiły, że stała się popularna w późniejszym okresie istnienia ZSRR, od drugiej połowy lat 60. XX wieku. Świeże mięso (surowe lub gotowane) można zastąpić w przepisie mięsem z puszki, tzw. tuszonką. Potrawa występuje w wielu wariantach. Pozwala wykorzystać mięso wołowe lub wieprzowe, które zostało użyte do sporządzenia wywaru na zupę czy rosołu. Makaron po-fłotski gościł w menu stołówek przedszkolnych, szkolnych, studenckich, pracowniczych, w kantynach wojskowych i marynarskich, oraz był gotowany w domu. Na obozach i w warunkach polowych świeże mięso zastępowano mięsem z konserwy.  
Pod nieco zmodyfikowaną nazwą, będącą formą transkrypcji jej nazwy z języka rosyjskiego, potrawa przeniknęła do innych języków lub kuchni, np. języka holenderskiego jako makaroni po-flotski, angielskiego – macaroni po-flotski lub makarony po-flotski, czy niemieckiego – makaroni po flotski. W Holandii wzmianki o makaronie po-fłotski pojawiły się w mediach przed Zimowymi Igrzyskami Olimpijskimi w Soczi, albowiem znalazł się na liście 11 potraw, których sprzedaż została zakazana podczas igrzysk ze względu na możliwość zatrucia pokarmowego.
W Kuchni polskiej, w wydaniu z 1989, został zamieszczony przepis na makaron z mięsem z konserwy (wieprzowiny w sosie własnym).
Makaron po-fłotski w dalszym ciągu znajduje się w menu rosyjskiej kuchni okrętowej.

## Składniki i przygotowanie
Składniki:
- (gruby) makaron,
- (wołowe lub wieprzowe) mięso mielone,
- cebula pokrojona w kostkę,
- sól i pieprz, i ewentualnie cukier, do smaku,
- masło do smażenia cebuli i mięsa mielonego.

Makaron należy ugotować w osolonej wodzie, a w międzyczasie usmażyć na patelni mielone mięso i pokrojoną w kostkę cebulę. Ugotowany do miękkości makaron odcedza się i miesza z usmażonym mielonym mięsem z cebulą, po czym doprawia do smaku solą i pieprzem, ewentualnie także odrobiną cukru. Potrawę należy podawać na gorąco.